# Isabeau Levito
Isabeau Levito (* 3. März 2007 in Philadelphia) ist eine US-amerikanische Eiskunstläuferin, die im Einzellauf startet.

## Karriere
Levito wurde in Tallinn im April 2022 Juniorenweltmeisterin. Sie zeigte dabei zu Musik von Camille Saint-Saëns das beste Kurzprogramm. In der Kür zu Musik aus Schwanensee war sie die Zweitbeste hinter der Südkoreanerin Shin Ji-a, die im Gesamtergebnis mit knappem Abstand Zweite wurde.
Ab der Saison 2022/23 startet Levito in Wettbewerben bei den Erwachsenen. Sie qualifizierte sich in dieser Saison mit Silbermedaillen bei den Grand-Prix-Wettbewerben Skate America und MK John Wilson Trophy für das Grand-Prix-Finale 2022 in Turin. Dort gewann sie die Silbermedaille hinter der Japanerin Mai Mihara. Im Januar 2023 wurde Levito erstmals US-amerikanische Meisterin im Eiskunstlauf. Bei den Weltmeisterschaften in Saitama stellte Levito im Kurzprogramm eine neue persönliche Bestleistung auf. In der Kür stürzte sie am Anfang bei einem dreifachen Lutz, der in Kombination mit einem dreifachen Rittberger geplant war. Nach einer fehlerfreien Fortsetzung der Kür wurde sie bei ihren ersten Weltmeisterschaften im Gesamtergebnis Vierte.

## Persönliches
Ihre Mutter Chiara Garberi ist Italienerin und emigrierte 1997 in die USA. Sie benannte ihre Tochter nach der von Michelle Pfeiffer gespielten Figur im Film Der Tag des Falken.

## Ergebnisse
| Meisterschaft / Jahr                                          | 2022    | 2023    | 2024    |
| ------------------------------------------------------------- | ------- | ------- | ------- |
| Weltmeisterschaften                                           |         | 4.      | 2.      |
| Vier-Kontinente-Meisterschaften                               |         | Z       |         |
| US-amerikanische Meisterschaften                              | 3.      | 1.      |         |
| Wettbewerb / Saison                                           | 2021/22 | 2022/23 | 2023/24 |
| GP Finale                                                     |         | 2.      |         |
| GP Skate America                                              |         | 2.      | 2.      |
| GP MK John Wilson Trophy                                      |         | 2.      |         |
| GP de France                                                  |         |         | 1.      |
| CS Nebelhorn Trophy                                           |         |         | 1.      |
| CS Ondrej Nepela Memorial                                     |         | 1.      |         |
| GP = Grand Prix, CS = ISU-Challenger-Serie, Z = zurückgezogen |         |         |         |